# Christian Ploog
Christian Ploog, född 8 maj 1987 i Stockholm, är en svensk journalist och författare. Han är utbildad journalist vid Södertörns högskola, och arbetar sedan mars 2018 som chefredaktör på nyhetssajten Trijo News, som bevakar bitcoin och kryptovalutor. Trijo News är anknuten till Trijo som väntas öppna Sveriges första börs för handel med bitcoin och andra kryptovalutor.
Christian Ploog har tidigare arbetat som reporter på Aftonbladet och som programledare på Sveriges Radio. Han har också arbetat som  programledare, krimredaktör och profilerad krönikör på Nyheter24.
Hösten 2018 släppte Christian Ploog tillsammans med Totte Löfström boken Så kan du bli rik på bitcoin: Den kompletta snabbguiden till att investera i kryptovalutor.